# Aïn el Delb
Aïn el Delb (عين الدلب) ou al-Aïn est une petite ville du district de Sidon, dans le gouvernorat du Sud au Liban.
Elle ne doit pas être confondue avec Aïn El-Delbeh (Jbeil).

## Description
Aïn el-Delb signifie « source du platane » et renvoie à la présence d'une source d'eau dans le village, et de nombreux platanes.
Le village devenu une petite ville est situé à une altitude d'environ 150 mètres au-dessus du niveau de la mer ; il s'agit de l'un des nombreux villages construits au sommet des collines de la région orientale de Sidon. Il est bordé au nord par le village de Majdelyoun (en), au sud et à l'ouest par le village d'Al Miyeh Miyeh (en), et à l'est par le village d'Al-Qraiyeh.
Deux églises, l'église Saint Maroun pour les maronites et l'église Saint Basile pour les catholiques melkites sont situées dans la partie haute du village. 
Parmi les principales productions du village figurent notamment l'industrie de l'huile d'olive, les figues, les vignes,.
En 1956 un tremblement de terre qui touche la région de Saida (Sidon) provoque des destructions ; de nouveaux édifices modernes sont alors construits.
Les familles historiques et notoires de la ville sont les familles Sumaya, Mansour, Shalhoub et Jabour ,.

## Frappe israélienne et massacre en 2024
Le 29 septembre 2024, une frappe aérienne israélienne sur un immeuble résidentiel à Aïn el Delb tue 71 personnes ensevelies tous les décombres, et en blesse 60.
Le mode opératoire israélien a été critiqué. 
Il n'y avait pas eu d'ordre d'évacuation préalable,. L'armée israélienne à laquelle le journal espagnol El Païs a demandé une preuve d'un avertissement publié sur les réseaux sociaux n'a pas répondu.
The Guardian souligne le fait que si Israël affirme communiquer des ordres d'évacuation dans le but de limiter le nombre de victimes civiles, et se présente comme l'une des rares armées à en publier,  « dans la plupart des frappes les plus meurtrières d'Israël au Liban, aucun avertissement n'a été émis, ce qui soulève des questions sur l'objectif réel des ordres d'évacuations » ; The Guardian donne l'exemple de la frappe sur Aïn el Delb.
L'identité de la cible présumée n'a pas été communiquée par Israël après la frappe ; le journal espagnol El Païs a demandé à Tsahal quelle était la cible et n'a pas reçu de réponse.
Des rapprochements ont été établis avec le mode opératoire à Gaza du fait du nombre élevé de civils, et du fait que des membres de familles entières sont tués ensemble dans la même frappe.
El Païs parle de « massacre ».